# My Sister's Crown
My Sister's Crown (прев. Круна моје сестре) је песма чешког фолк бенда Весна. Представљала је Чешку на Песми Евровизије 2023. године. 
У песми се налазе 4 језика: енглески, чешки, бугарски и украјински. У интервјуу за Радио Праг, бенд је рекао да је образложење укључивања четири језика одражавало разноликост чланова бенда, као и да одаје част прошлогодишњем победнику, Украјини. Песма и музички спот су забрањени у Русији и Белорусији. ESCZ 2023 је било национално финале које је Чешка организовала. На конкурсу је учествовало пет пријава у Прагу, при чему је победник изабран путем гласања публике.
Током гласања, My Sister's Crown је зарадила 3.501 глас чешких гласова и 7.083 међународних гласова од међународних гласања. Победом је песма изабрана за чешку представницу за Песму Евровизије 2023.  године. Чешка се пласирала у прво полуфинале, одржано 9. маја 2023. године. а наступила је у другој половини емисије. Песма је завршила међу првих десет у великом финалу са 129 поена. Након такмичења доспео је на топ листе у Финској, Чешкој, Грчкој, Исланду, Литванији, Пољској, Холандији, Шведској и Великој Британији.